# Mercyful Fate (EP)
Mercyful Fate es el primer EP de la banda danesa Mercyful Fate, nombrado en aquel momento Nuns Have No Fun (en español: Las monjas no tienen diversión). El álbum contiene cuatro temas, grabado y mezclado por el sello discográfico Stone Studio, en Roosendaal, Países Bajos. Fue lanzado a la venta en 1982 por la compañía RaveOn Records, siendo destinado exclusivamente para el continente europeo, la portada fue diseñada por el danés Ole Poulsen.
Posteriormente las pistas fueron publicadas en el álbum recopilatorio The Beginning (1987).

## Lista de canciones
Lado A
1. «A Corpse Without Soul» (6:52)
2. «Nuns Have No Fun» (4:17)

Lado B
1. «Doomed By The Living Dead» (5:07)
2. «Devil Eyes» (5:48)

## Miembros
- King Diamond - voz
- Hank Sherman - guitarra
- Michael Denner - guitarra
- Timi Hansen - bajo
- Kim Ruzz - batería